# Clocx
Clocx jsou skinovatelné analogové hodiny pro pracovní plochu ve Windows. Aplikace podporuje průhlednost a hodiny mohou být také proklikávací. Také obsahuje i jednoduchý kalendář a budík. Rozhraní je dostupné v češtině i v dalších jazycích.